# Poortkatheter

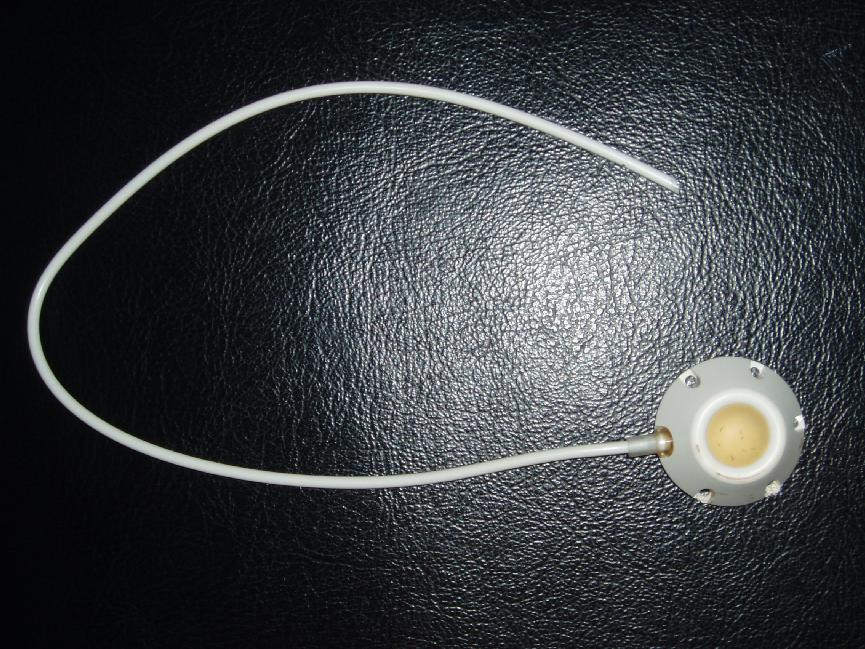
Poortkatheter

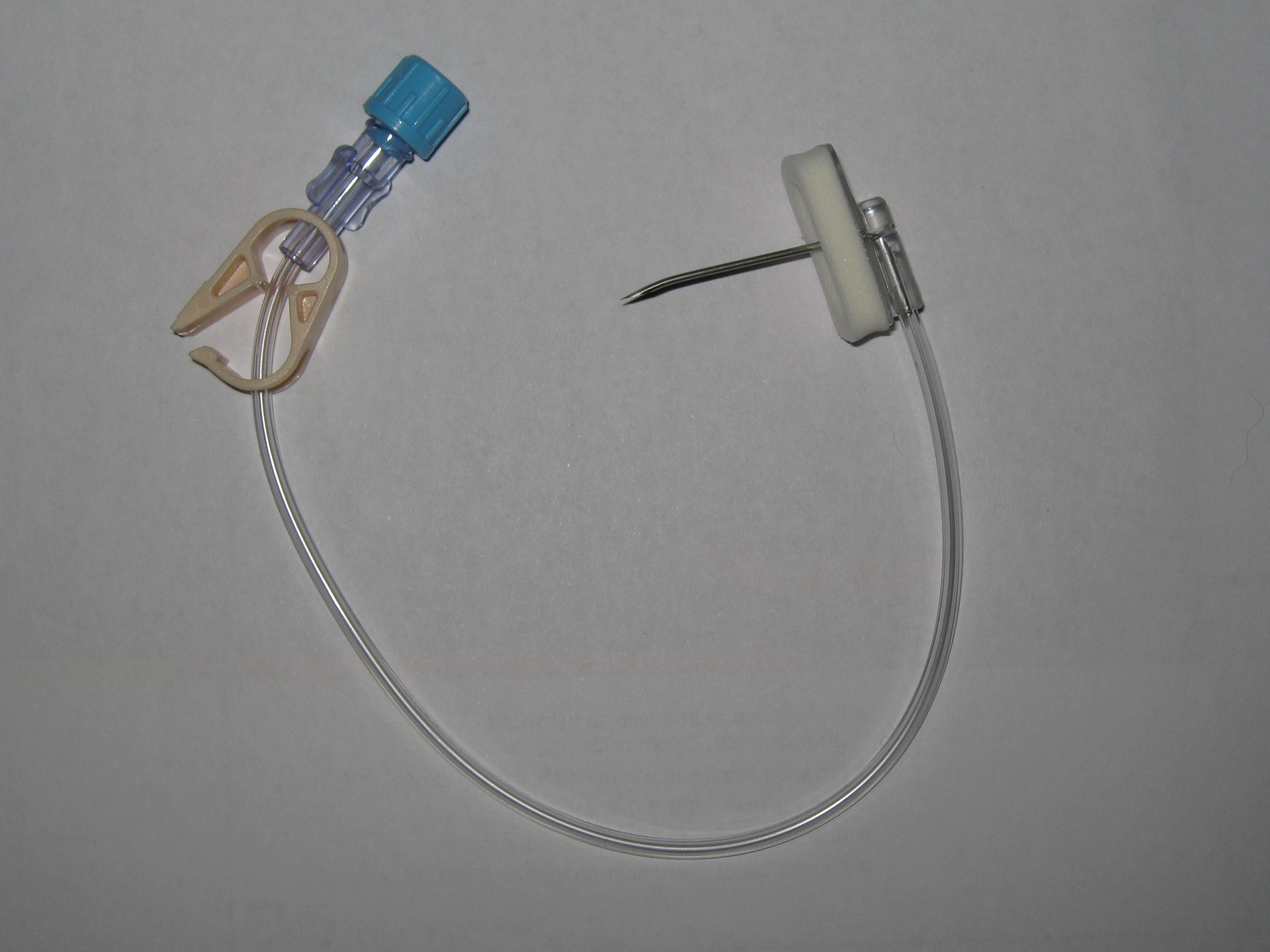
Grippernaald

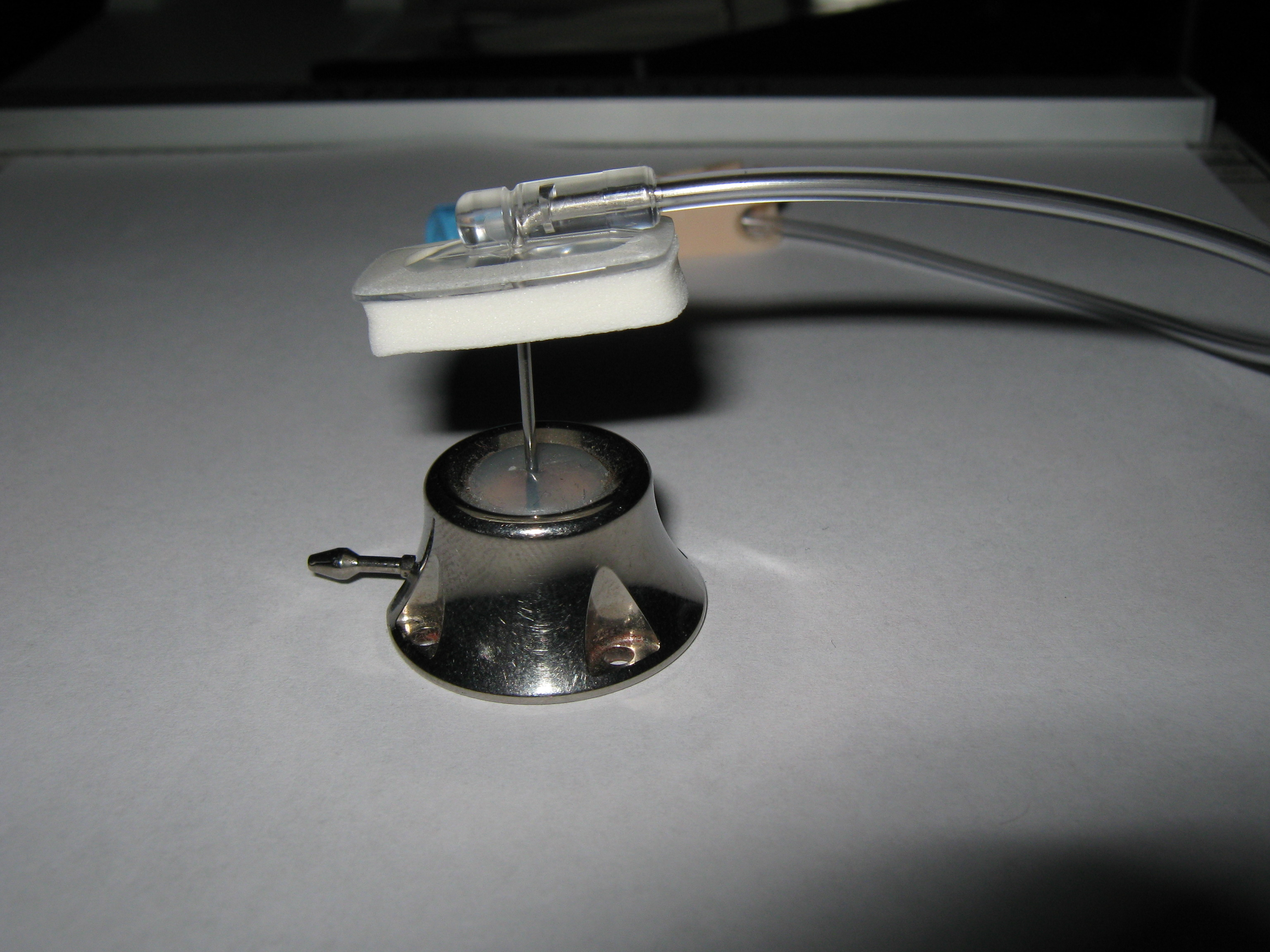
Grippernaald in een poortkatheter gestoken

Een poortkatheter of port-a-cath is een implanteerbaar hulpmiddel (een katheter) waarmee artsen gemakkelijk toegang kunnen krijgen tot grote, diep gelegen aders in het menselijk lichaam. Het bestaat uit een door een siliconen membraan afgesloten injectiekamer waarop een dun slangetje is aangesloten.

## Plaatsing[1]
De injectiekamer wordt onderhuids geïmplanteerd, meestal op de borst, waar het net onder de huid ligt en gemakkelijk voelbaar is. Het uiteinde van het slangetje wordt in een grote ader, zoals de bovenste holle ader, tot net boven de rechterhartboezem gelegd. De implantatieprocedure is een kleine ingreep die onder strenge asepsis, maar wel onder lokale verdoving kan worden uitgevoerd. 
Na de plaatsing kan men gemakkelijk door de huid in het membraan van de poortkatheter prikken met een  Grippernaald om zo een medicamenteuze behandeling te geven die via een groot bloedvat in het hart terechtkomt. Hierdoor vermindert de kans op vaatwandirritatie. 
Na genezing van het implantatiesneetje, kan de patiënt gewoon zwemmen en baden.

## Functie
Het plaatsen van een poortkatheter wordt vaak besloten bij mensen die een groot aantal behandelingen via de aders nodig hebben in korte tijd. 
Ook vaatwandirritatie en bloedklontervorming zijn vaak een reden waarom behandelingen met agressieve stoffen, zoals chemotherapeutica tegen kanker, niet in een ader in de arm kunnen worden gegeven. Daarnaast zijn er ook patiënten die regelmatig immunoglobuline of transfusie nodig hebben. Wanneer deze infuustherapie deel uitmaakt van een lange of zelfs levenslange behandeling, kan een poortkatheter worden overwogen.

## Advies
Na ieder gebruik moet de poortkatheter worden gespoeld met een fysiologische zoutoplossing, eventueel aangevuld met een kleine hoeveelheid heparine. In de geneeskunde noemt men dit laatste een heparineslot. Wanneer de poortkatheter een periode niet gebruikt wordt, kan deze best om de 2 maand met fysiologische zoutoplossing of om de 4 maand met heparineoplossing gespoeld worden.
Dit wordt gedaan om de vorming van bloedstolsels en verstopping van de poortkatheter tegen te gaan.